# گاتفریت میشائل کونیش
گاتفریت میشائل کونیش (آلمانی: Gottfried Michael Koenig؛ ‏ آلمانی: [ˈɡɔtfʁiːt] ؛ زادهٔ ۵ اکتبر ۱۹۲۶) آهنگساز و مدرس موسیقی اهل آلمان و هلند است.
او اصول موسیقی کلیسایی را در شهر براونشوایگ، آهنگسازی، نوازندگی پیانو، آنالیز و صوت‌شناسی را در شهر دتمولد، تکنیک‌های ارائه موسیقی را در شهر کلن و روش‌های رایانه‌ای ساختِ موسیقی را در بن فرا گرفت و تا مدت‌ها استاد دانشگاه اوترخت بود.